# 鄭貞本
鄭貞本，福建福州府長樂縣（今福建省福州市长乐区）人，清朝政治人物，同進士出身。
光緒六年（1880年），登進士，同年五月，著分部學習。光緒十年（1884年），任吏部主事。